# ASMP

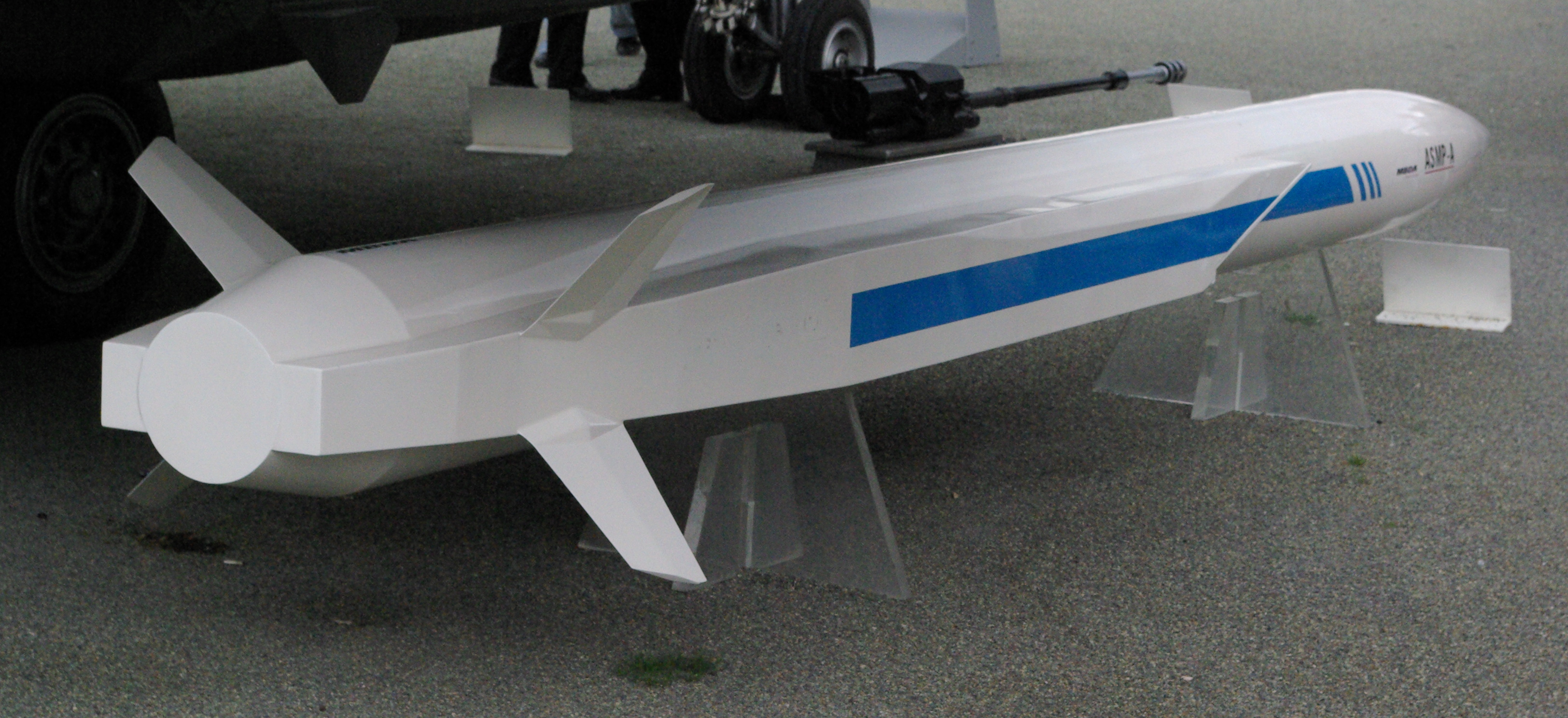
2007 파리 에어쇼의 ASMP-A

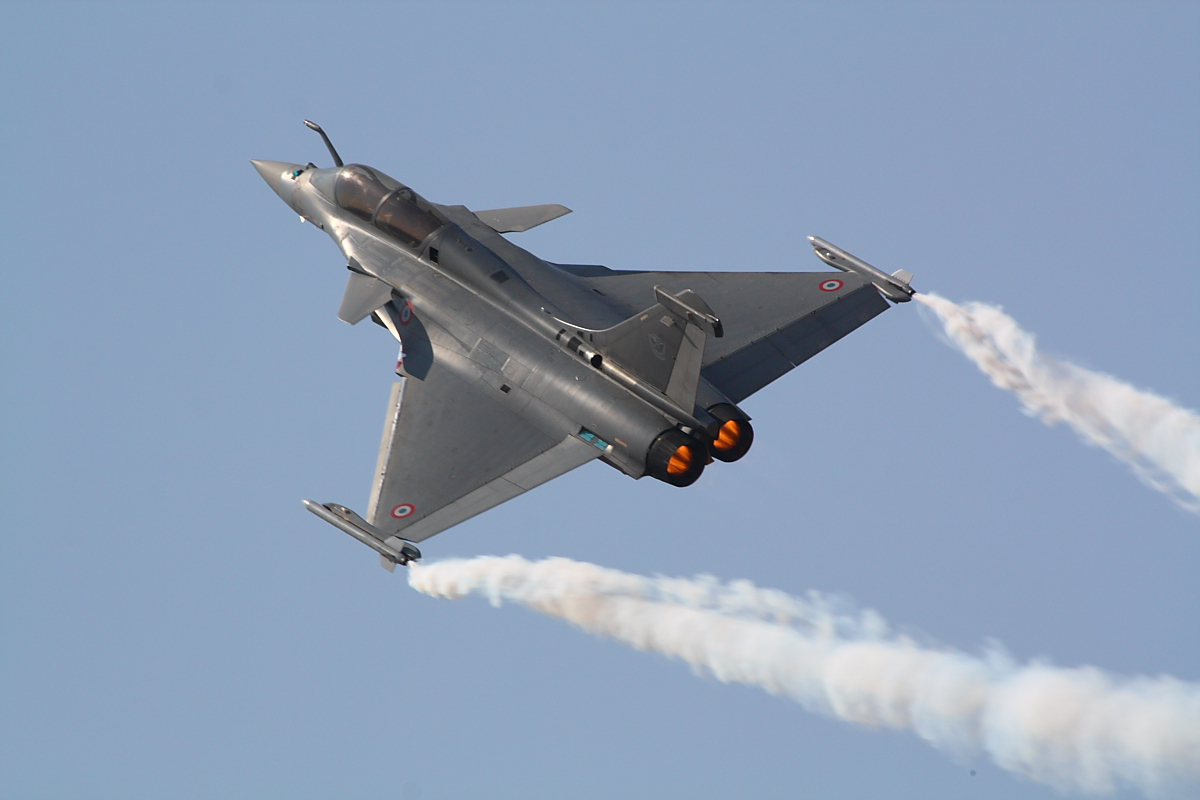
프랑스 공군과 프랑스 해군의 라팔 전투기

ASMP(Air-Sol Moyenne Portée, air-surface medium range)는 프랑스 공군과 프랑스 해군에서 사용하는 공대지 핵 순항 미사일이다.

## 역사
프랑스의 핵 독트린은 "pre-strategic"이다. 완전한 전략 핵미사일 보다 한단계 낮은 준전략 핵미사일 정책이다.
ASMP는 현재는 MBDA에 합병된 아에로스파시알에서 개발했으며, 6억 달러의 개발비가 들었다.
1986년 5월 실전배치되었다. 다소 미라주 IV의 무게 700 kg, 폭발력 70 kt AN-22 자유낙하 핵폭탄, 쉬페르 에탕다르의 무게 455 kg, 폭발력 25 kt AN-52 핵폭탄을 대체했다. 84발이 생산되었다.
항공모함에서 미라주 2000N, 라팔, 쉬페르 에탕다르가 ASMP를 장착한다. 다소 미라주 IVP는 1996년까지 ASMP를 장착했다.
1991년 미사일 90발과 핵탄두 80발이 생산되었다고 알려졌다. 2001년 60발이 배치되어 있다.

## 비교
- AN-11, 실전배치 1964년, 무게 1500 kg, 폭발력 60 kt, 프랑스 최초의 핵폭탄
- AN-22, 실전배치 1967년, 무게 700 kg, 폭발력 70 kt, 프랑스 2세대 항공기용 핵폭탄
- AN-52, 실전배치 1972년, 무게 455 kg, 폭발력 25 kt, 프랑스 3세대 항공기용 핵폭탄
- ASMP, 실전배치 1986년, 무게 860 kg, 폭발력 300 kt, 사거리 300 km, 프랑스 공대지 핵순항미사일
- ASMP-A, 실전배치 2009년, 무게 860 kg, 폭발력 300 kt, 사거리 500 km, 프랑스 공대지 핵순항미사일

## ASMP-A
ASMP-A(Air-Sol Moyenne Portée-Amélioré, air-surface medium range-advanced)는 ASMP의 개량형이다. 사거리 500 km, 속도 마하 3, 새로운 300 kt 핵탄두를 장착했다. 2009년 10월 이스트르의 미라주 2000NK3, 2010년 7월 생디지에의 라팔 전투기에 실전배치되었다. ASMP-A 54발이 프랑스 육군에 인도되었다.
2019년 2월 4일, 라팔 전폭기 편대를 동원해 ASMP-A 핵미사일 발사 훈련을 진행했다. 라팔 전투기들은 오트 마른 지방의 생디지에 공군기지를 출격, 방공망이 촘촘한 가상의 적진을 침투해 랑드 지방에 있는 표적을 타격했다. 보잉 KC-135 스트래토탱커, 에어버스 A330 MRTT 공중급유기도 참여했으며 삼엄한 경계 속에 11시간 동안 진행됐다. 프랑스는 300기의 핵무기를 보유한 세계 제3위의 핵 강국으로, 핵무기 유지보수에 매년 35억 유로(4조5천억원 상당)를 사용한다. 핵무기의 현대화를 위해 2020년까지 유지보수 비용을 매년 50억 유로(6조4천억원 상당)로 확대할 예정이다.

## ASN4G
ASMP-A를 개량한 ASN4G(air-sol nucléaire de 4e génération)의 개발을 시작했다. '4세대 공대지 핵미사일'이라는 의미이다. 극초음속인 마하 8로 비행하며, 라팔 전투기에 장착되어 사거리 1,000 km 이상을 예상한다.

## 제원
- 길이: 5.38 m
- 무게: 860 kg
- 사거리:
  - ASMP: 300 km
  - ASMP-A: 500 km 이상
- 탄두:
  - ASMP: 100-300 kt TN-81 핵탄두
  - ASMP-A: 100-300 kt TNA 핵탄두
- 속도: 마하 3

## 같이 보기
- KEPD 350 - 독일, 한국의 공대지 순항미사일